# Govornička škola
Govornička škola tečaj je govorništva za srednjoškolce iz Hrvatske i one iz drugih država kojima je hrvatski jezik materinski. Održava se dva puta godišnje: u studenome i u ožujku, traje 9 dana, a počinje subotom i završava nedjeljom. Organizator je škole Odjel za fonetiku Hrvatskoga filološkog društva, a autor programa jest professor emeritus Ivo Škarić, koji je bio i ravnatelj sve do smrti (2009.). Nakon toga ravnateljstvo škole pod novim imenom Govornička škola "Ivo Škarić" preuzela je prof. dr. sc. Gordana Varošanec Škarić.
Prva govornička škola održala se 1992. u Malom Lošinju.

## Mjesta održavanja
Sve do 1996. Škola se održavala na prvotnoj lokaciji, u Malom Lošinju. Od jeseni iste godine organizatori počinju mijenjati mjesta održavanja, no Škola ostaje vezana uz primorske krajeve, tako da se dosad, pored Malog Lošinja, održavala u Rabu, Rovinju, Makarskoj, Velom Lošinju, Selcu, Vodicama, na Bjelolasici, u Novom Vinodolskom, Malinskoj, Kleku, Supetru, Živogošću, Karlobagu, Mlinima, Dugoj Uvali te Platu.

## Program Škole
Program Škole podijeljen je na 5 stupnjeva:
- početni - uključuje slušanje govora prijašnjih generacija polaznika Škole, učenje logičkih i retoričkih figura, upoznavanje s korištenjem modalnih izraza, te prepoznavanje profila publike i savladavanje straha i treme,

- srednji - uključuje testiranje fluentnosti govora, upoznavanje s načelima argumentacije, bontona, korištenje neverbalnih znakova, prepoznavanje retoričkih smicalica te debate,

- napredni - uključuje testiranje humora, učenje o upotrebi retoričkih potkrijepa, pregovaranju, dijalogu, argumentaciji, neverbalnim znakovima, modelima humora i brainstormu,

- završni - uključuje testiranje improvizacije, sastavljanje prigodnog govora, učenje načela argumentacije i govorne izvedbe, upoznavanje s govorom u parlamentu i sastancima,

- tečaj za usavršavanje - uključuje upoznavanje s kratkim retoričkim vrstama, govornom izvedbom, govorom u parlamentu, argumentacijom, argumentativnim sastankom, odnosom prema neprijateljskom auditoriju i debatu.

Za vrijeme održavanja jedne govorničke škole može se polaziti i položiti samo jedan stupanj, a svaki se stupanj može polaziti samo ako je položen prethodni (dakle, stupnjevi se ne mogu preskakati). Za polaganje stupnja i dobivanje svjedodžbe potrebno je sastaviti i održati govor prema načelima koja se uče u Školi. Nakon položenog završnog stupnja dobiva se svjedodžba za položeno cjelokupno gradivo govorničke škole, a nakon toga se može polaziti i 5. stupanj namijenjen usavršavanju.
Osim nastave, u obvezan sadržaj programa spada i jutarnja tjelovježba, kao i vježbe za glas i izgovor (VZGI). Slobodno vrijeme polaznici moraju iskoristiti za neke od izbornih retoričkih i srodnih sadržaja kao što su voditeljstvo i radio-televizijsko novinarstvo, sudjelovanje u stvaranju promidžbenih poruka, postavljanje scenskih vrsta, recitacija, debata, ples, govor na stranim jezicima, ortofonske i ortoepske vježbe te pjevanje, ili pak za športske aktivnosti. Polaznicima je omogućen i pristup internetu.
Polaznici početnog stupnja moraju proći logopedski i ortodontski pregled kako bi dobili uvid u zdravstveno stanje svog govora.
Srijeda je dan koji je u Govorničkoj školi tradicionalno rezerviran za izlet.

## Način rada
Nastava se odvija u skupinama od po desetak polaznika od kojih svaka ima svog mentora. Vodi se računa da skupine budu što geografski raznolikije, odnosno da polaznici koji će pripasti istoj skupini budu iz različitih krajeva, kako bi se što bolje upoznali sa svojim vršnjacima iz drugih sredina. Uvodna predavanja i izborne aktivnosti jesu skupne, a sadržaji ortoepije, ortofonije, logopedije i ortodoncije su individualni.

## Izbor za najbolji govor
Na posljednju večer održava se nastup i natjecanje najboljih polaznika - govornika koji se prethodno izaberu na audiciji. Tada se bira najbolji govornik u disciplina argumentativnog, uvjeravajućeg i šaljivog govora. Pobjednik u kategiriji najboljeg uvjeravajućeg govora dobiva statuu Grgura Ninskoga, velikoga hrvatskog govornika iz 10.stoljeća. Također, nastupe i mnogi drugi polaznici, predstavljajući vještine koje su stekli na slobodnim sadržajima, pa se bira i najbolji voditelj, recitator, glumac, TV i radio novinar, najbolja skupina snimatelja reklama i skupina debatanata.

## Vanjske poveznice
- Službena stranica
- Neslužbena Facebook stranica (održavana od strane samih polaznika škole)